# Fabián Robles
Fabián Robles (ur. 16 kwietnia 1974 w León, w stanie Guanajuato) – meksykański aktor znany w Polsce z roli Rigoberto w telenoweli Do diabła z przystojniakami.

## Filmografia
- 1994: Lot orła (El vuelo del águila) jako młody Porfirio Díaz
- 1995: Oblicza prawdy (Bajo un mismo rostro) jako Teo
- 1995–1996: Tylko miłość (Lazos de amor) jako Geno
- 1996: I wciąż cię kocham (Te sigo amando) jako Oscar
- 1997: Ukochany wróg (Amada enemiga) jako Marcos
- 1998: Miłość i przeznaczenie (Sin ti)
- 1999–2000: Trzy kobiety (Tres mujeres) jako Ángel Romero
- 2000–2001: Pierwsza miłość do tysięcy za godzinę (Primer amor... tres años después) jako Santiago García 'La Iguana'
- 2002: Miłość i nienawiść (Entre el amor y el odio) jako Jose Alfredo Moreno
- 2002–2003: Klasa 406 (Clase 406) jako Giovanni Ferrer Escudero
- 2004: Amy, dziewczyna z niebieskim plecakiem (Amy, the Girl with the Blue Schoolbag) jako Bruno Cervantes
- 2005: Zakład o miłość (Apuesta por un amor) jako Álvaro Montaño
- 2007–2008: Do diabła z przystojniakami (Al diablo con los guapos) jako Rigoberto
- 2010: Kobieta ze stali (Soy tu Dueña) jako dr Felipe Santibáñez
- 2011: Zakazane uczucie (La que no podia amar) jako Efrain Rios
- 2013: Kłamać, aby żyć (Mentir para vivir) jako Piero
- 2014: La Malquerida (Źle kochana) jako Braulio „Rubio” Jiménez